# Pál Jávor
Pál Jávor (n. 31 ianuarie 1902, Arad, Austro-Ungaria – d. 14 august 1959, Budapesta, Republica Populară Ungară) a fost un actor maghiar.
În 1918, după ce a lucrat ca reporter începător pentru Aradi Hírlap, a emigrat în Danemarca, pentru a putea juca în filmele daneze pe care le idolatriza. Întrucât statul a oferit bilete de tren gratuite pentru orice persoană care dorea să plece din țară, a ales, în mod voluntar, să emigreze din România. Biletul său a fost revocat la Budapesta, așa încât nu a mai ajuns în Danemarca.